# Presveto Trojstvo (svetkovina)
Presveto Trojstvo je katolička je svetkovina u čast Presvetoga Trojstva, katoličkoga učenja o Bogu jedne biti u Trojstvu osoba. Jedna je od najvažnijih u crkvenoj godini. Slavi se u prvu nedjelju nakon blagdana Duhova, odnosno nedjelju prije blagdana Tijelova. 

## Posvete
Širom Hrvatske župe posvećene Presvetomu Trojstvu nalaze se u mjestima: Budimci, Čačinci, Čepin, Daruvar, Donja Stubica, Josipdol, Karlovac, Klenovnik, Kraljevec na Sutli, Krapinske Toplice, Krašić, Ludbreg, Nedelišće, Otočac, Plešce, Rogotin, Rovišće, Sedramić, Slivno, Slunj, Sveta Nedelja, Tordinci, Majkovi, Veliko Trojstvo, Vrgada Zagreb-Prečko, Ždala i inima.
Grad Sveta Nedelja, danom grada proglasio je svetkovinu Presvetog Trojstva.
Trg Presvetog Trojstva nalazi se u Požegi, Slavonskom Brodu, Ludbregu, Velikoj Kopanici, a spomenik Presvetom Trojstvu u Osijeku.
U blizini Bjelovara nalaze se mjesta Veliko Trojstvo i Malo Trojstvo.
Trojačka ruža ili božur (lat. Paeonia) nazvana je tako jer cvjeta otprilike na ovu svetkovinu.

## Vanjske poveznice
Mrežna mjesta
- Trojstvo (Presveto Trojstvo) Hrvatska enciklopedija
- Snježana Majdandžić-Gladić, Svetkovina Presvetoga Trojstva, www.vjeraidjela.com